# Baía de Famagusta

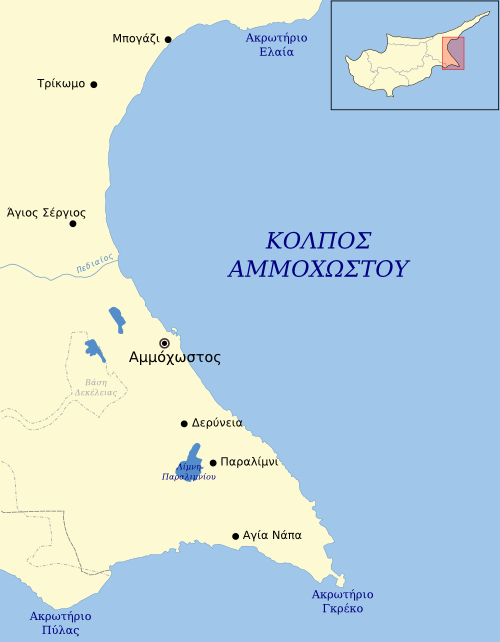
Mapa da região (em grego)

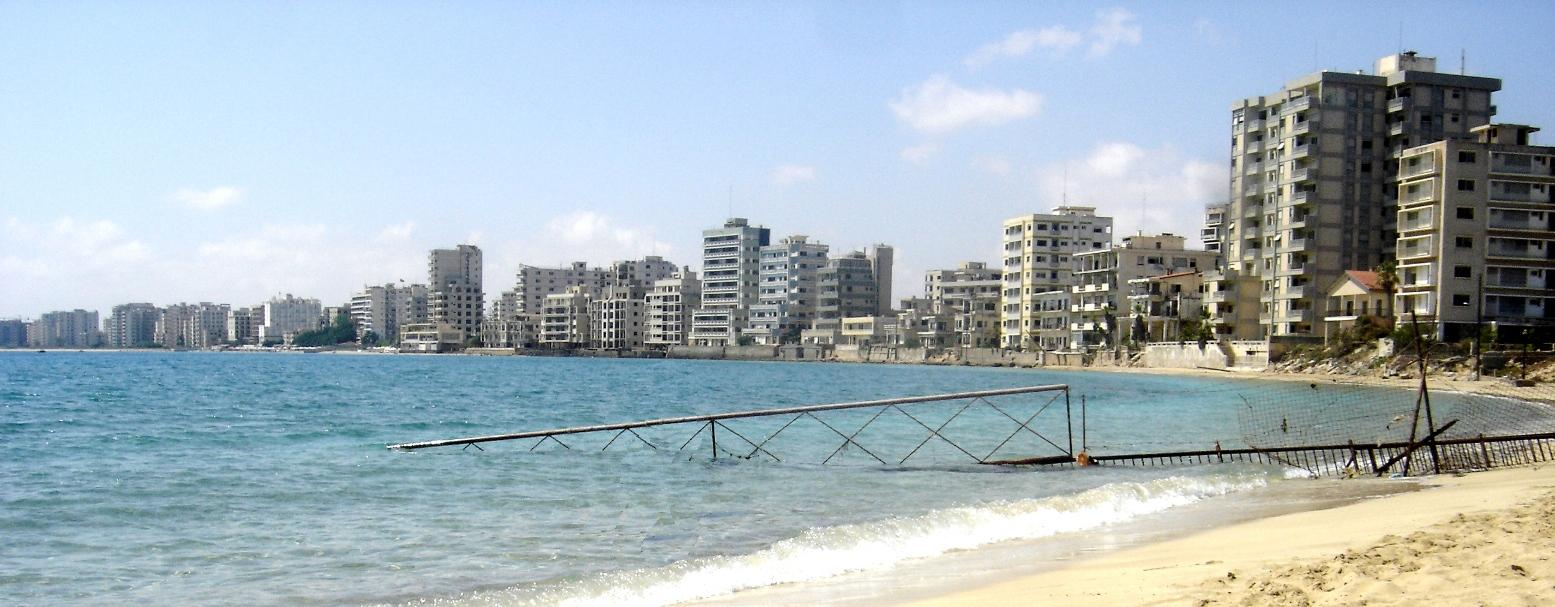
Panorama da baía em Famagusta

A baía de Famagusta(em grego:  Κόλπος της Αμμόχωστου, em turco:  Mağusa Körfezi) é o mais oriental corpo de água formado pela península de Karpas e o local onde fica a estância de Protaras, na ilha do Chipre. Recebeu o nome de Famagusta, que fica na costa na zona central da baía.  A antiga cidade de Salamina fica também junto da baía, a norte de Famagusta. Tem as melhores praias de areia de Chipre, estendendo-se por dezenas de quilómetros.